# Margot Kahl
Pour les articles homonymes, voir Kahl.
Margot Inge Kahl Pingel (Puerto Varas, 9 janvier 1961), est une journaliste et animatrice de télévision chilienne.

## Télévision

### Émissions
| Année     | Programme            | Chaîne     |
| --------- | -------------------- | ---------- |
| 1985-1988 | 60 minutos           | TVN        |
| 1991      | De domingo a domingo | Megavisión |
| 1992-2002 | Buenos días a todos  | TVN        |
| ¿?        | Enlaces              | TVN        |
| 2002-2003 | Por fin es lunes     | Canal 13   |
| 2006      | Y tu también         | Telecanal  |